# Conus stearnsii
Conus stearnsii is een in zee levende slakkensoort uit het geslacht Conus. De slak behoort tot de familie Conidae. Conus stearnsii werd in 1869 beschreven door Conra. Net zoals alle soorten binnen het geslacht Conus zijn deze slakken roofzuchtig en giftig. Zij bezitten een harpoenachtige structuur waarmee ze hun prooi kunnen steken en verlammen.